# Kępno (stacja kolejowa)
Kępno – stacja węzłowa w Kępnie,  w województwie wielkopolskim, w Polsce. Według klasyfikacji PKP ma kategorię dworca lokalnego.

## Ruch pasażerski
| Rok  | Wymiana pasażerska na dobę |
| ---- | -------------------------- |
| 2017 | 300-499                    |
| 2022 | 500-699                    |

## Dodatkowe informacje
- Stacja jest unikatową budowlą, dwupoziomową z krzyżowym usytuowaniem peronów (jeden z dwóch tego rodzaju obiektów w Polsce – drugi w Kostrzynie nad Odrą).
- Kępiński węzeł kolejowy był jednym z ostatnich miejsc w Polsce, gdzie kończyły żywot parowozy. Do początku lat 90. pociągi pasażerskie do Namysłowa i Oleśnicy były obsługiwane parowozami serii TKt48. Dziś obydwie linie są nieczynne, a parowozownia została rozebrana.

## Galeria

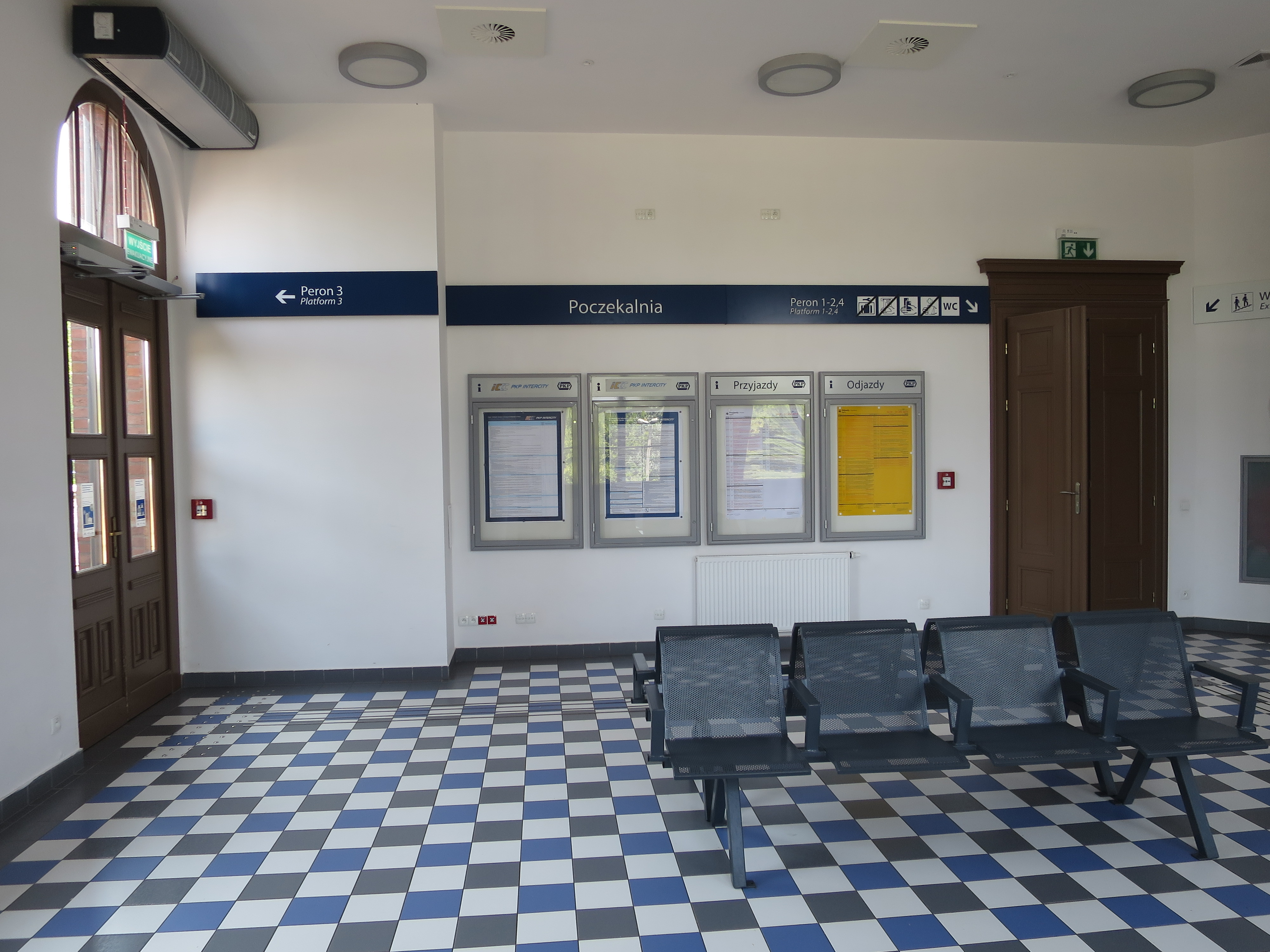
Poczekalnia górna
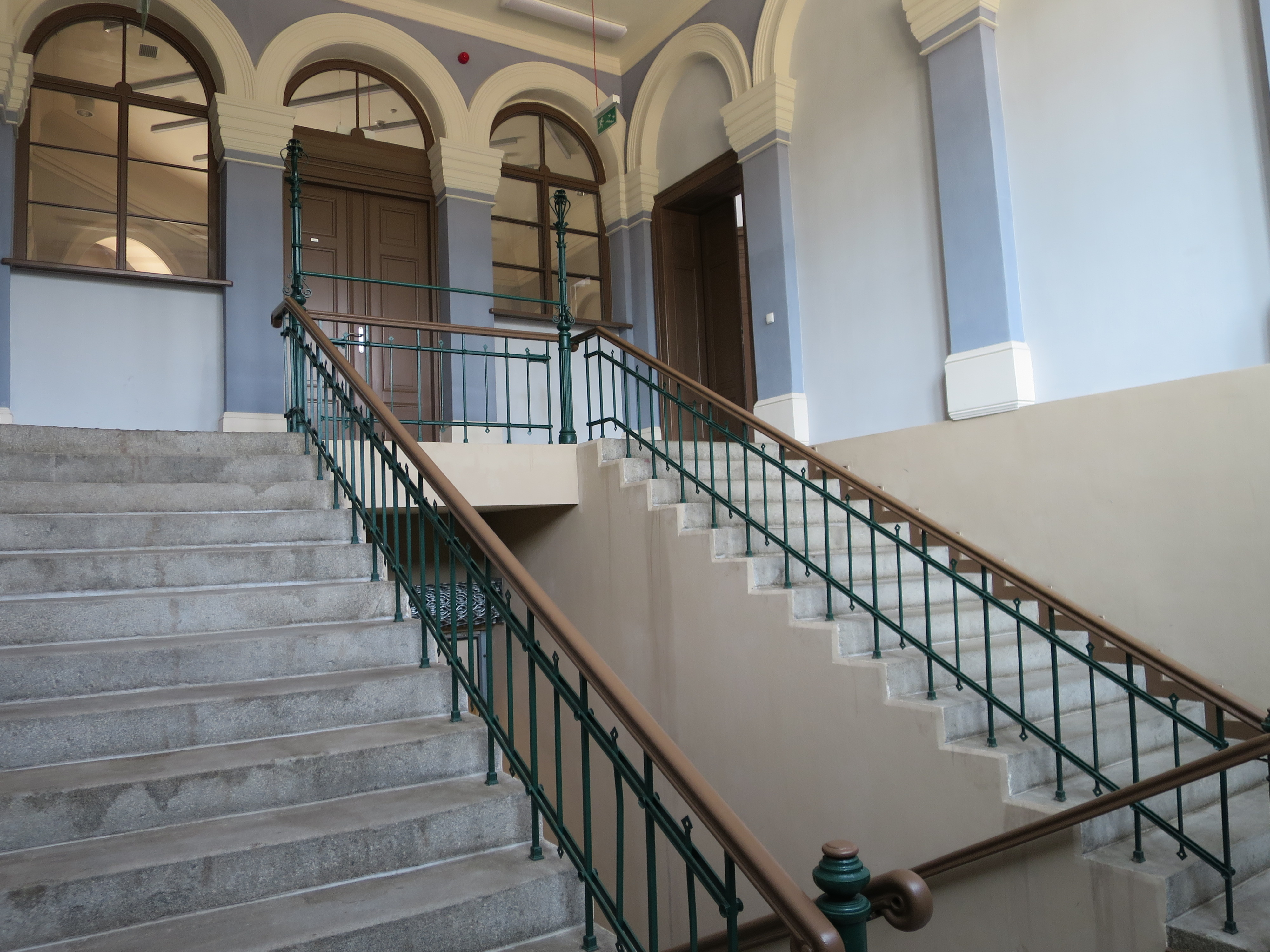
Klatka schodowa
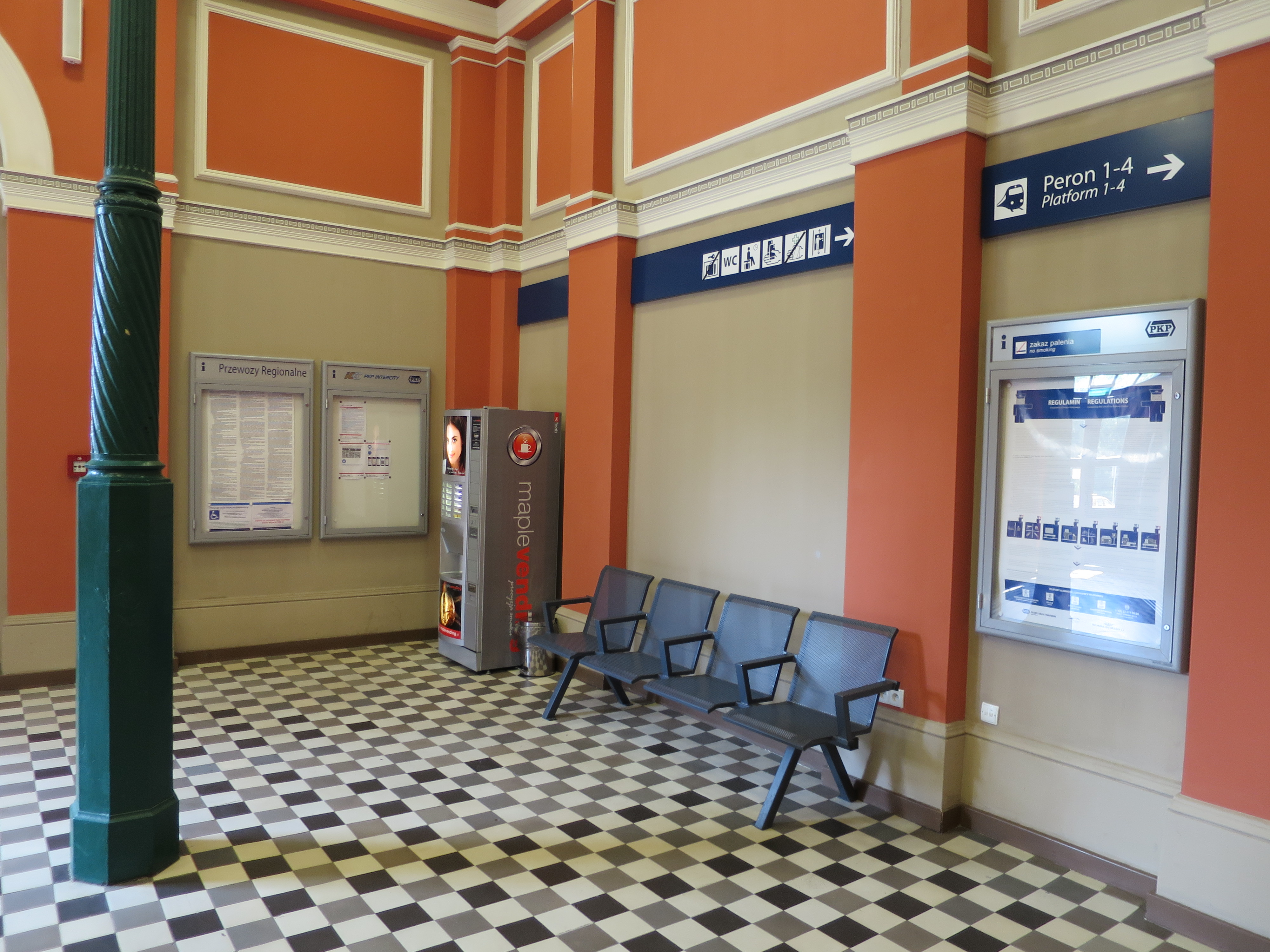
Parter dworca
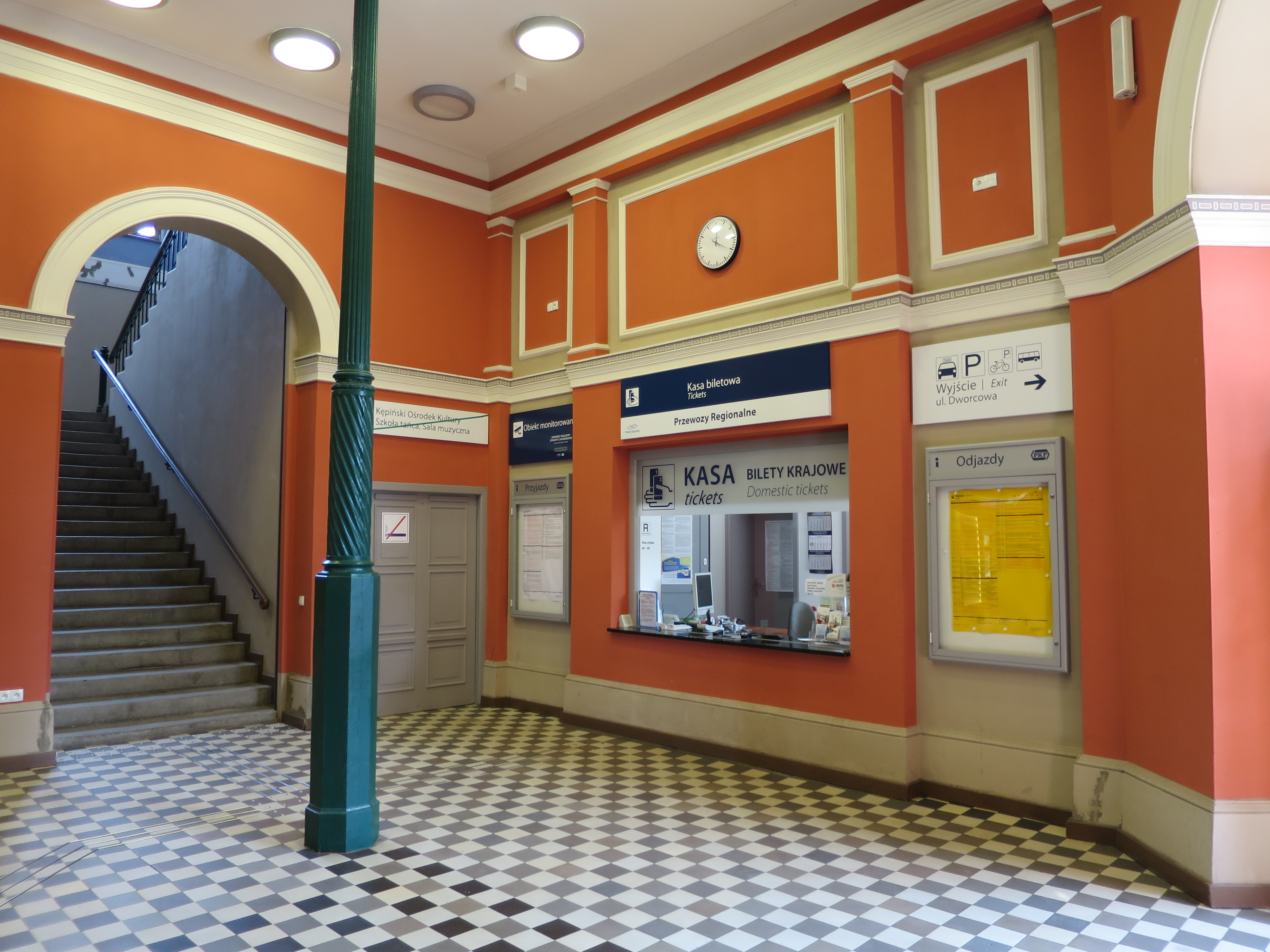
Kasy
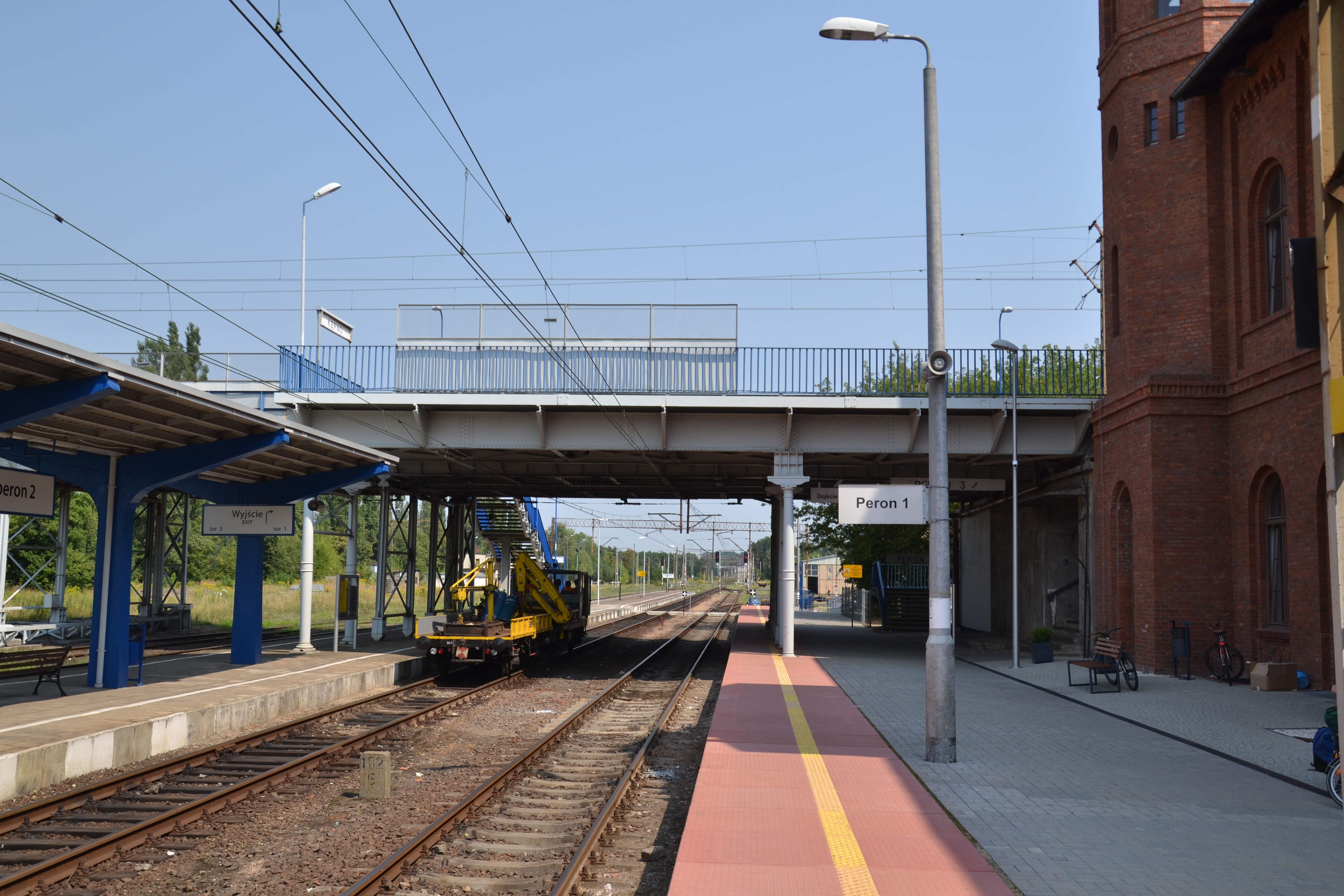
2 poziomy stacji
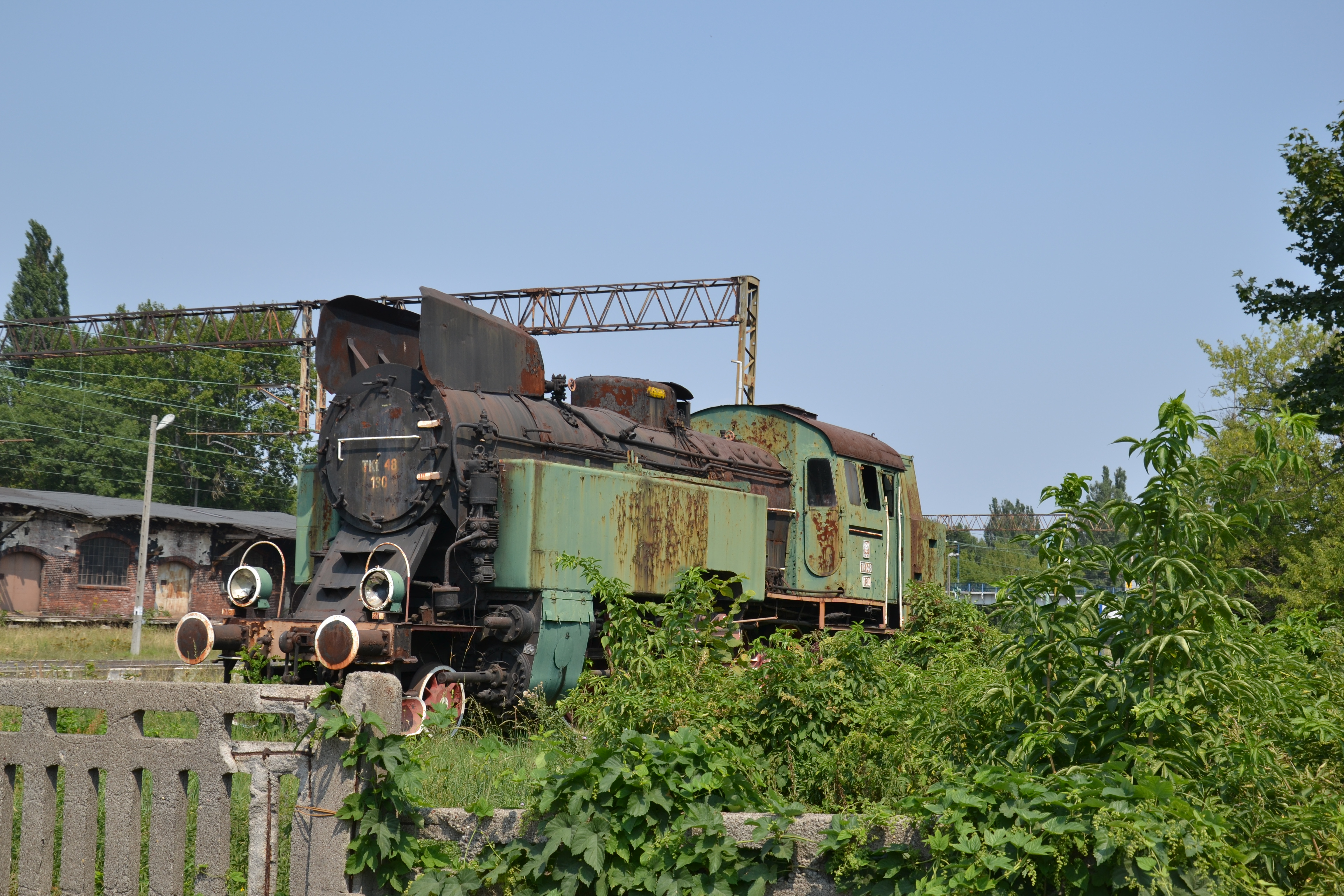
TKt48-130 jako pomnik na stacji Kępno